# ینس هوندس اید
یِنس والِنْتینْ سِن هونْدِس اَید، (زاده: ۶ ماه مه ۱۸۸۳ – درگذشته: ۲ آوریل ۱۹۶۵) یک سیاستمدار نروژی و عضو «بونده پارتی»حزب دهقان نروژ بود. وی از سال ۱۹۲۴ تا ۱۹۴۰ نمایندهٔ مجلس ملی نروژ و از سال ۱۹۳۲ تا ۱۹۳۳ نخست‌وزیر نروژ بود.
هونْدِس اَید، خود را مجبور دید تا طبق سیاست مجلس ملی نروژ در سال ۱۹۴۰ از نازیست‌ها حمایت کند. وی بعدها این انتخاب خود را بزدلانه خواند.
هونْدِس اَید، در پاکسازی‌های پس از جنگ جهانی دوم در نروژ به ۱۰ سال زندان محکوم شد. اما پیش از مدت مقرر، در سال ۱۹۴۹ مورد عفو واقع شد و باقی عمر را تا زمان مرگ در سال ۱۹۶۵ به صورت منزوی در اسلو زندگی کرد.